# وزیر دفاع هند
وزیر دفاع هند (انگلیسی: Minister of Defence) مدیر وزارت دفاع و یکی از وزرای عالی‌رتبه دولت هند است. وزیر دفاع یکی از ارشدترین مناصب در شورای وزیران اتحادیه و همچنین وزیری عالی‌رتبه در کابینه اتحادیه است. وزیر دفاع علاوه بر این، به عنوان رئیس مؤسسه پژوهش‌ها و تحلیل‌های دفاعی هند و همچنین رئیس مؤسسه دفاعی فناوری پیشرفته و دانشگاه ملی دفاع نیز فعالیت می‌کند.
وزیر دفاع اغلب توسط یک وزیر مشاور در امور دفاع و یک معاون وزیر دفاع که رتبه پایین‌تری دارد، یاری می‌شوند. اولین وزیر دفاع هند مستقل، بالدیو سینگ بود که در کابینه جواهر لعل نهرو، نخست‌وزیر هند، از سال ۱۹۴۷ تا ۱۹۵۲ خدمت کرد. راجنات سینگ وزیر دفاع فعلی هند است.